# Arouca 516
Arouca 516 – pieszy most wiszący o długości 516 m; zlokalizowany w Geoparku Arouca należącym do Światowej Sieci Geoparków, w gminie Arouca, w dystrykcie Aveiro w Portugalii. Wisi na wysokości ok. 175 m nad poziomem gruntu, bezpośrednio nad rzeką Paiva.
Budowa mostu rozpoczęła się w maju 2018 r. Konstrukcja wsparta na dwóch betonowych V-kształtnych wieżach. Most otwarto dla mieszkańców gminy 29 kwietnia 2021 r., a dla turystów 2 maja, po uprzednim zakupie biletu. Konstrukcję zaprojektowało studio Itecons z Portugalii, a wybudowała firma Conduril Engenharia. Koszt realizacji to około 2,3 miliona euro.
Most otrzymał w 2020 r. portugalską nagrodę architektoniczną Prémios Construir i został nominowany w 2021 r. do jednej nagrody World Travel Awards.